# Colorado saga
Pour l’article homonyme, voir Colorado (mini-série).
Colorado Saga (Centennial) est un roman de l'auteur américain James A. Michener publié en 1974.
Centennial est le surnom donné au Colorado lors de l'intégration de cet état à l'union, 100 ans après la déclaration d'indépendance. 
Centennial est aussi le nom d'une ville fictive du roman. Au départ, simple comptoir construit par un des principaux personnages du roman, ce lieu devient une ville qui se choisit le nom de Centennial au moment de l'intégration du nouvel état à l'union. Sans lien avec le roman, la ville de Centennial créée en 2001, existe en réalité.

## Synopsis
Ce roman raconte l'histoire du Colorado depuis les temps géologiques jusqu'au bicentenaire de 1976. Après un début décrivant l'histoire géologique, puis des épisodes concernant certains animaux (dinosaures, bisons, castors, serpents à sonnette), le roman aborde l'homme préhistorique.
Viennent ensuite les ancêtres de Paul Garret : indiens Arapaho, trappeur Français Pasquinel, pionnier amish de Pennsylvanie d'origine Allemande, éleveurs Anglais, cowboys Texans, paysans Russes, Mexicains, Chinois, instituteurs, hommes de loi, promoteurs, spéculateurs et hommes politiques. On nous présente différents enjeux qui président à la formation de l'État au travers de la vie de ces personnages du XVIIIe au XXe siècle.